# Corso Italia (Genova)
Corso Italia è una delle principali arterie di Genova. Si sviluppa lungo un percorso di circa 2,2 km, interamente affacciato sul mare, partendo dal quartiere della Foce, per poi proseguire per la maggior parte del percorso nel quartiere residenziale di Albaro, di cui attraversa le unità urbanistiche San Giuliano e Lido, per terminare infine nell'area soprastante al borgo marinaro di Boccadasse. 
Realizzata nei primi decenni del Novecento, divenne da subito uno dei principali punti di ritrovo del passeggio domenicale dei genovesi, finendo per essere considerata la promenade per eccellenza della città.

## Storia

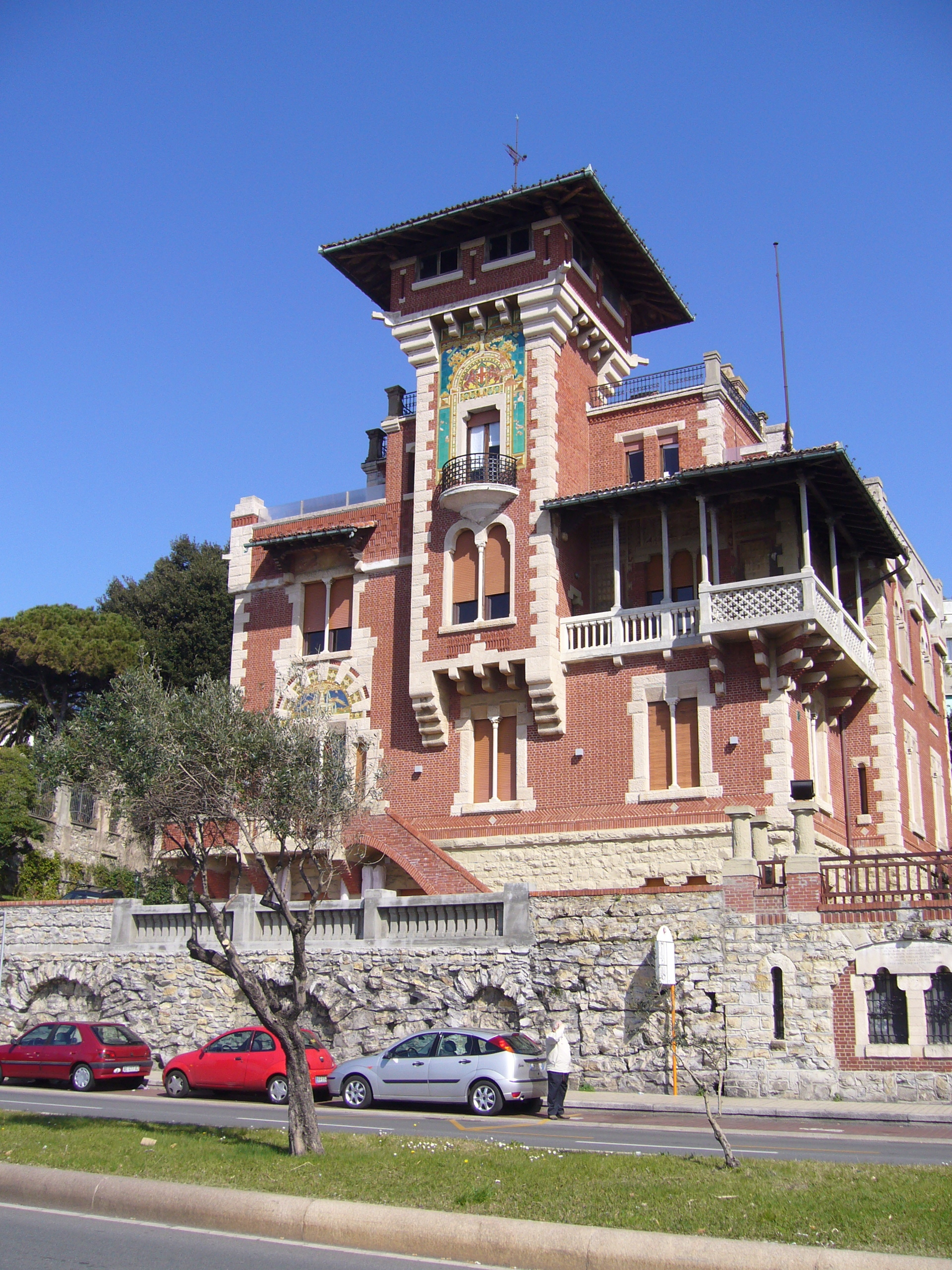
Un elegante edificio in corso Italia

La Foce ed Albaro erano stati comuni autonomi fino al 1873, ma dopo la loro annessione a Genova (insieme agli altri comuni dell'immediato levante: Marassi, San Martino e Staglieno) iniziarono profonde opere urbanistiche che in pochi decenni ne cambiarono l'aspetto. La strada lungomare venne realizzata tra il 1909 ed il 1915 su progetto dell'ingegnere Dario Carbone, nell'ambito del "Progetto di piano regolatore e di ampliamento della regione di Albaro" approvato nel 1906.
La nuova arteria fu aperta dove erano le aspre scogliere che terminavano a mare la collina di Albaro, operando una profonda trasformazione dell'ambiente costiero, che comportò lo sbancamento delle stesse scogliere e la scomparsa delle piccole chiese marinare, gli unici edifici che sorgevano lungo la riva del mare, quasi a punteggiare la piccola baia da cui si apre la zona levantina della città; fra queste l'antica chiesa dei Santi Nazario e Celso, già parrocchiale. A testimonianza di questo passato ormai scomparso resta oggi solo l'abbazia di San Giuliano.
La strada fu creata, nell'ambito del piano di espansione della città residenziale verso il levante, per dare a Genova una moderna passeggiata lungomare, ma anche in funzione di accesso alle strutture balneari. Le spiagge della zona, come quella di San Nazaro e quella sottostante l'abbazia di San Giuliano erano infatti già frequentate dai bagnanti da prima della costruzione del corso ma erano raggiungibili solo attraverso strette crêuze che scendevano al mare, tra scorci pittoreschi, dall'alto della collina di Albaro, dove correva la strada da Genova per il levante.
Il progetto originario prevedeva il prolungamento del lungomare fino alla foce del torrente Sturla, passando a ridosso delle case di Boccadasse e Vernazzola, ma la ferma opposizione della popolazione fece rientrare questa ipotesi, quindi la strada in corrispondenza della chiesa di Sant'Antonio di Boccadasse prosegue con una decisa svolta verso monte, con il nome di via Felice Cavallotti, salendo a raccordarsi con la viabilità più antica diretta a levante, aggirando a monte i due storici borghi marinari.
Nel 1935 corso Italia fu sottoposto ad un primo restyling con la sistemazione di eleganti aiuole fiorite, palme e piccole fontane per dissetare i passanti. Negli anni cinquanta vennero installate alcune fontane con illuminazione scenica colorata nell'aiuola centrale, ma le difficoltà legate alla manutenzione di questi giochi d'acqua portarono ad abbandonarli nell'arco di pochi anni.
Il corso ha subito un completo restauro alla fine degli anni ottanta, nell'ambito dei lavori effettuati in occasione dei mondiali di calcio di Italia '90 e delle Colombiadi del 1992. Nel 2022 Corso Italia è stato dotato di una pista ciclabile, posta tra la strada e il marciapiede.

## Descrizione
La strada ha due corsie per direzione, separate da un'aiuola con funzione di spartitraffico ed un ampio marciapiede con panchine, sul lato a mare, separato dalla carreggiata da una pista ciclabile. Il percorso si snoda per circa due chilometri e mezzo con andamento sinuoso, seguendo la linea di costa. Sul lato a monte si affacciano il forte San Giuliano ed eleganti condomini e palazzine in stile art déco, mentre sul lato a mare, oltre alla storica abbazia di San Giuliano, si trovano solo stabilimenti balneari, tra cui il Nuovo Lido, la cui presenza tuttavia non preclude, se non per brevi tratti, la vista verso il mare aperto e, sullo sfondo, il promontorio di Portofino.

### Chiesa dei Santi Pietro e Bernardo alla Foce

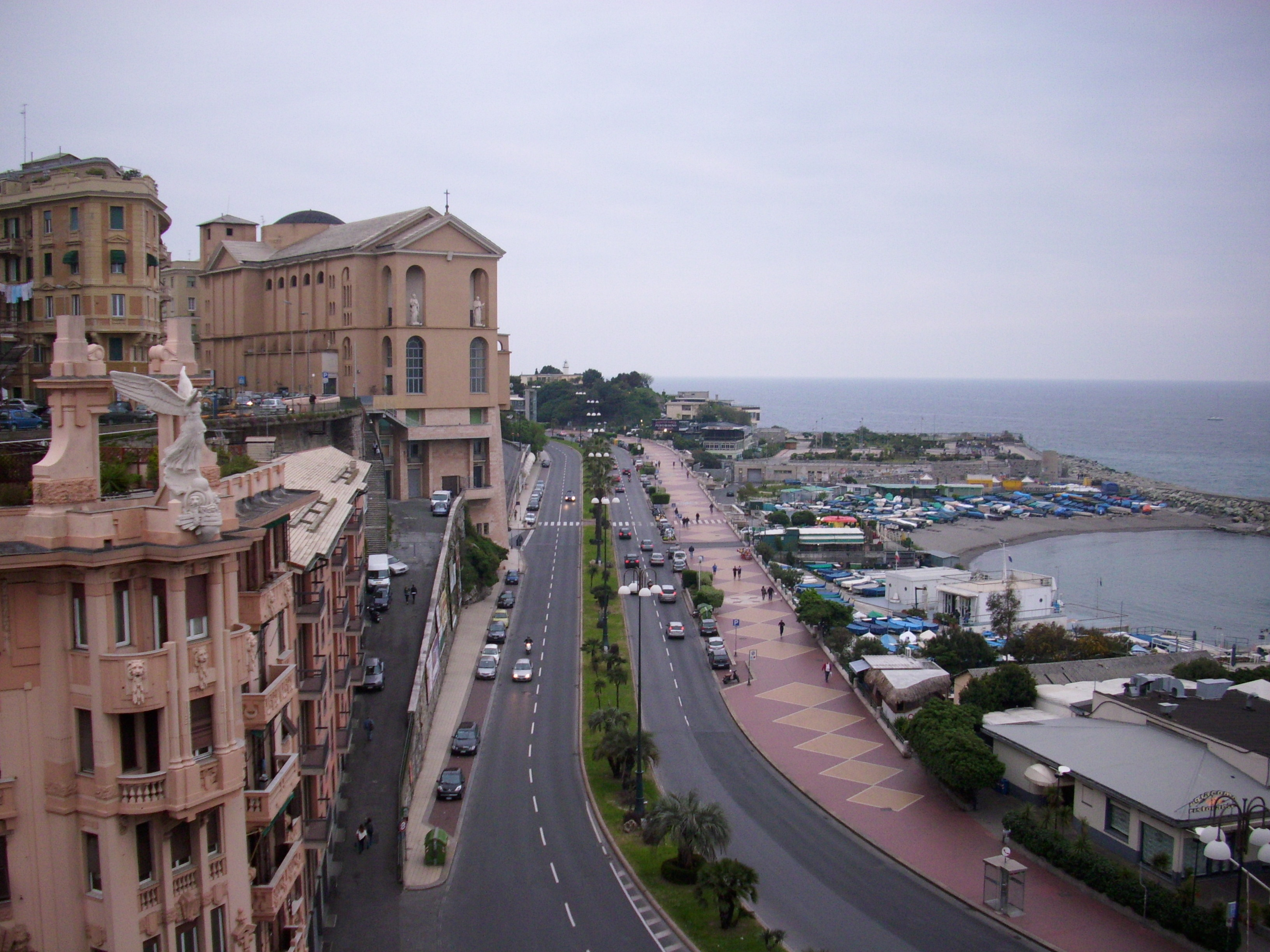
Il tratto di ponente di corso Italia e la chiesa di San Pietro

La strada ha inizio nel quartiere della Foce; questo primo tratto è dominato a monte dalla chiesa dei Santi Pietro e Bernardo alla Foce, completamente ricostruita nel 1952 dopo la distruzione della seconda guerra mondiale. La chiesa trae origine da una chiesa seicentesca dedicata a san Bernardo, alla quale fu aggiunto il titolo di una cappella intitolata a san Pietro, che si trovava sulla spiaggia, distrutta da una mareggiata nel 1821.

### Punta Vagno

Fotografia d’epoca della spiaggia di San Nazaro con la soprastante batteria del Vagno

Il percorso prosegue lasciando alla destra la scogliera di Punta Vagno, dove sono i pochi resti della batteria del Vagno, una postazione di artiglieria ottocentesca a difesa del porto di Genova, poi utilizzata durante la seconda guerra mondiale come postazione antiaerea. Venuta meno l'importanza strategica della batteria, nel 1931 al culmine della scogliera di Punta Vagno fu installato un piccolo faro (il secondo dopo la torre della Lanterna), ancora attivo. I superstiti locali del complesso sono oggi in dotazione all'Istituto Idrografico della Marina come residenza per il personale.
All'epoca dell'apertura della strada, il Ministero della Guerra si oppose alla demolizione della batteria, perciò questo tratto fu spostato più a monte, tagliando la collina ed isolando Punta Vagno dal resto del colle. L'operazione comportò lo sbancamento di parte del poggio Quartara, ricco di piante secolari: situato sopra gli attuali bagni comunali San Nazaro, il costone (ben visibile nelle cartoline d'epoca) costituiva uno dei maggiori parchi di Genova. Fu demolita anche la chiesa dei Santi Nazario e Celso, che sorgeva sulla scogliera nei pressi della batteria; più volte distrutta dalla violenza dei marosi, era stata ricostruita per l'ultima volta nel XVII secolo.

### Forte San Giuliano
Poco oltre la spiaggia di San Nazaro, sulla sinistra si affaccia il lato a mare del forte San Giuliano, oggi sede del comando provinciale dei Carabinieri.
Il forte, che chiudeva a mare la linea difensiva a levante della città, fu costruito tra il 1827 e il 1836 nel luogo dove già esisteva dal 1745 una batteria costiera, denominata "batteria Sopranis". Nel 1889 all'interno del forte venne installata una nuova postazione di artiglieria (batteria San Giuliano). Per l'apertura di corso Italia venne notevolmente alterato il prospetto sud, che subì ulteriori mutilazioni nel 1937 quando sul lato a mare vennero collocate alcune postazioni contraeree.
Durante la seconda guerra mondiale il forte fu utilizzato dalla Wehrmacht e dalla RSI come carcere per gli antifascisti ed al suo interno vennero fucilati diversi partigiani, tra i quali Giacomo Buranello. Nel dopoguerra fu assegnata ai Carabinieri, ma rimase in stato di abbandono fino al 1995, quando divenne sede del comando provinciale dei Carabinieri. Composto in origine da due caserme, una sul lato sud e una sul lato nord, con un ampio piazzale nel mezzo, nel tempo ha subito varie modifiche e si presenta oggi come un complesso di edifici e spazi scoperti collocati su un vasto terrapieno, che nasconde alla vista le varie strutture. Da Corso Italia sono visibili solo alcune strutture murarie che emergono dalla scarpata del terrapieno, tra le quali una postazione Tobruk risalente alla seconda guerra mondiale.

Guido Gozzano alla Marinetta insieme a colleghi letterati

#### LaMarinetta
Sulle scogliere accanto al forte sorgeva un tempo il ristorante San Giuliano, conosciuto come la Marinetta, detto anche l'osteria dei poeti, al quale sono legati diversi nomi della cultura genovese e italiana; il locale vide Guido Gozzano tra i suoi più assidui frequentatori. Il poeta trasse dal luogo diverse poesie pubblicate poi nella Riviera Ligure di Mario Novaro e nella Rassegna Latina diretta dall'uomo di lettere Martini.

### Villa Canali Gaslini
Dopo il forte San Giuliano, in posizione sopraelevata rispetto alla strada, circondata da uno scenografico giardino, sorge la villa Canali-Gaslini, una delle ultime opere a Genova dell'architetto fiorentino Gino Coppedè, costruita tra il 1924 e il 1925 per la famiglia Canali. Divenuta sede del consolato del Giappone, nel periodo bellico fu occupata prima dalle truppe tedesche e poi da quelle alleate. Nel dopoguerra fu acquistata da Gerolamo Gaslini (industriale oleario e fondatore dell'istituto pediatrico intitolato alla figlia Giannina) che ne fece la residenza della propria famiglia. Morta l'ultima figlia Germana, nel 1988, la villa divenne sede della Fondazione Gaslini. Come molte opere del Coppedè lo stile dell'edificio è liberamente ispirato al gotico fiorentino.

### Abbazia di San Giuliano

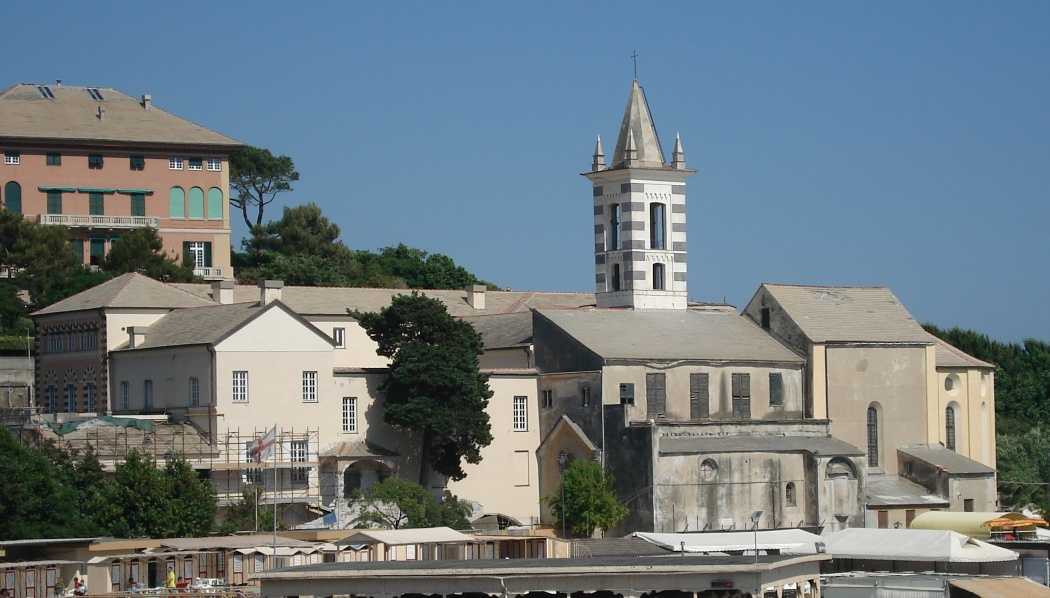
Abbazia di San Giuliano

Proseguendo verso levante, all'altezza del tratto di spiaggia con gli stabilimenti balneari di San Giuliano, sorge un'antica abbazia medioevale, unica superstite di alcune piccole chiese appartenenti a ordini monastici che si trovavano lungo il litorale o nelle immediate vicinanze, demolite per l'apertura di corso Italia o l'espansione edilizia nella zona: oltre a quella già citata dedicata ai SS. Nazario e Celso, quelle di San Vito, Santa Giusta e San Luca d'Albaro. La strada passa a monte dell'abbazia, mentre un percorso pedonale, denominato "lungomare Lombardo", aggira l'edificio a mare costeggiando parte della spiaggia, dove si trovano vari stabilimenti balneari.
L'abbazia di San Giuliano è citata per la prima volta in un atto di vendita del 1282, ma le sue origini sarebbero assai più antiche. Appartenuta ai francescani, nel XV secolo passò ai benedettini, che vi rimasero fino alla soppressione napoleonica del 1797, facendovi poi ritorno nel 1842; nel 1939 il convento fu definitivamente soppresso. Nel dopoguerra divenne un ricovero per sfollati e poi restò per anni in abbandono. Subì parziali restauri in varie riprese tra gli anni settanta e i primi anni duemila, ma tra difficoltà finanziarie e burocratiche non è ancora stato avviato un piano per il recupero definitivo del complesso, che nonostante queste traversie si presenta comunque in discreto stato di conservazione.
L'abbazia dà il nome alla spiaggia, dove dagli anni sessanta si trova uno storico locale cittadino, il dancing Estoril, che è stato il trampolino di lancio per numerosi musicisti locali tra cui alcuni componenti dei Ricchi e Poveri (Angelo Sotgiu e Franco Gatti, all'epoca rispettivamente cantante-sassofonista e chitarrista de I Jet) e dei New Trolls (il batterista Gianni Belleno).

### Lido d'Albaro

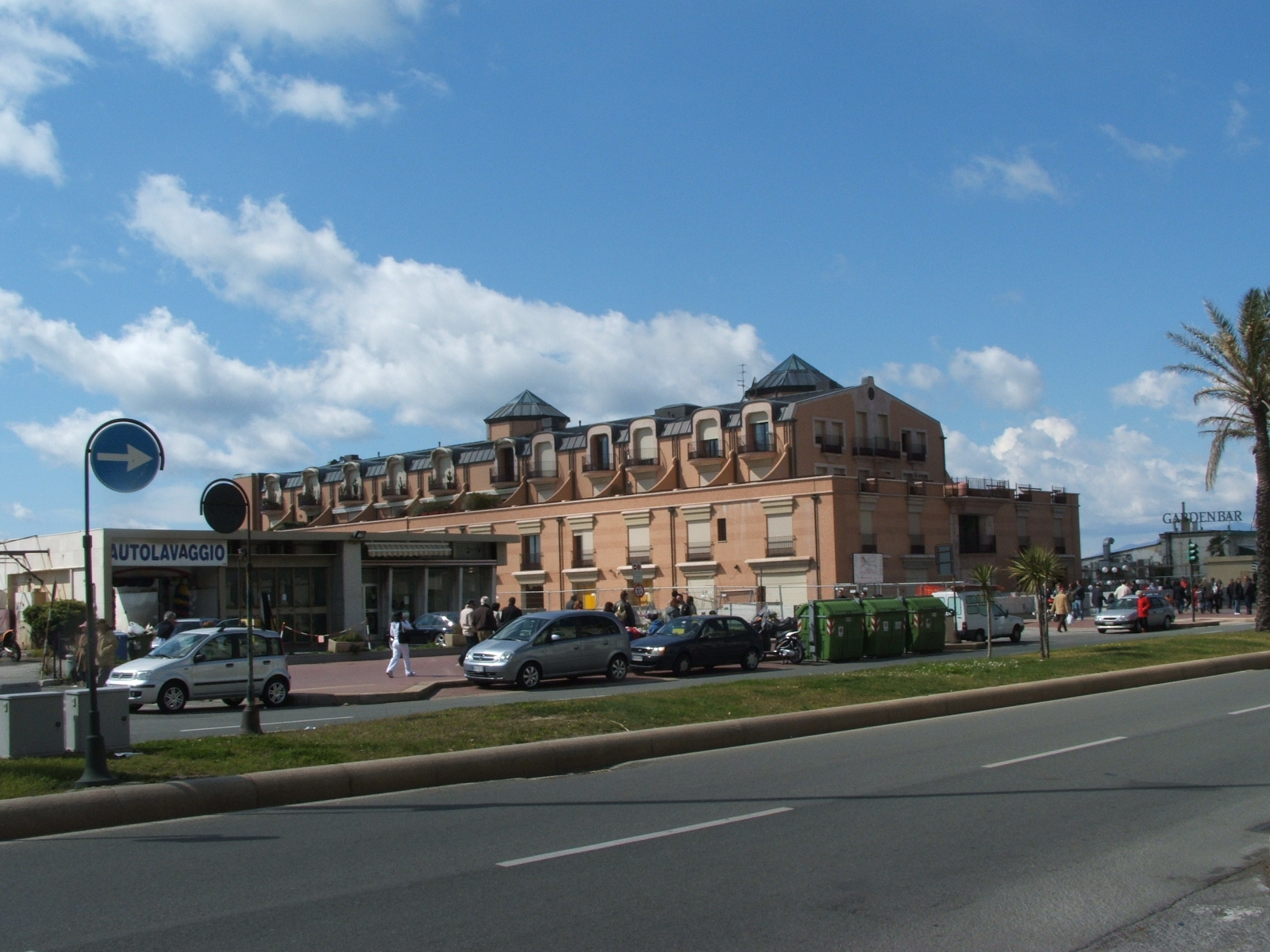
Il complesso balneare del "Lido d'Albaro"

Tra i pochi edifici sul lato a mare della strada, il complesso balneare-ricreativo chiamato in origine Lido d'Albaro (più tardi Nuovo Lido); costruito nel 1908, in concomitanza con l'inizio dei lavori di costruzione della strada, venne riqualificato nell'immediato dopoguerra e negli anni cinquanta assunse rinomanza nazionale come passerella per le selezioni del concorso di Miss Italia. Miss Lido furono in quegli anni due future star del cinema: Sophia Loren e Rosanna Schiaffino, mentre negli anni ottanta la vittoria del titolo fu l'esordio nel mondo dello spettacolo, a soli 15 anni, per la futura cantante Sabrina Salerno. È stato anche sede di rappresentazioni dell'attore vanto del teatro genovese: Gilberto Govi (al quale sono intitolati i giardini situati sopra il depuratore di Punta Vagno, nella parte occidentale del corso).
Il complesso, secondo quanto riportato sul sito della società che gestisce l'impianto, sarebbe tuttora il più grande stabilimento balneare europeo, in grado di accogliere diecimila persone, con mille cabine e tre piscine di cui una olimpionica.

### Chiesa di Sant'Antonio in Boccadasse

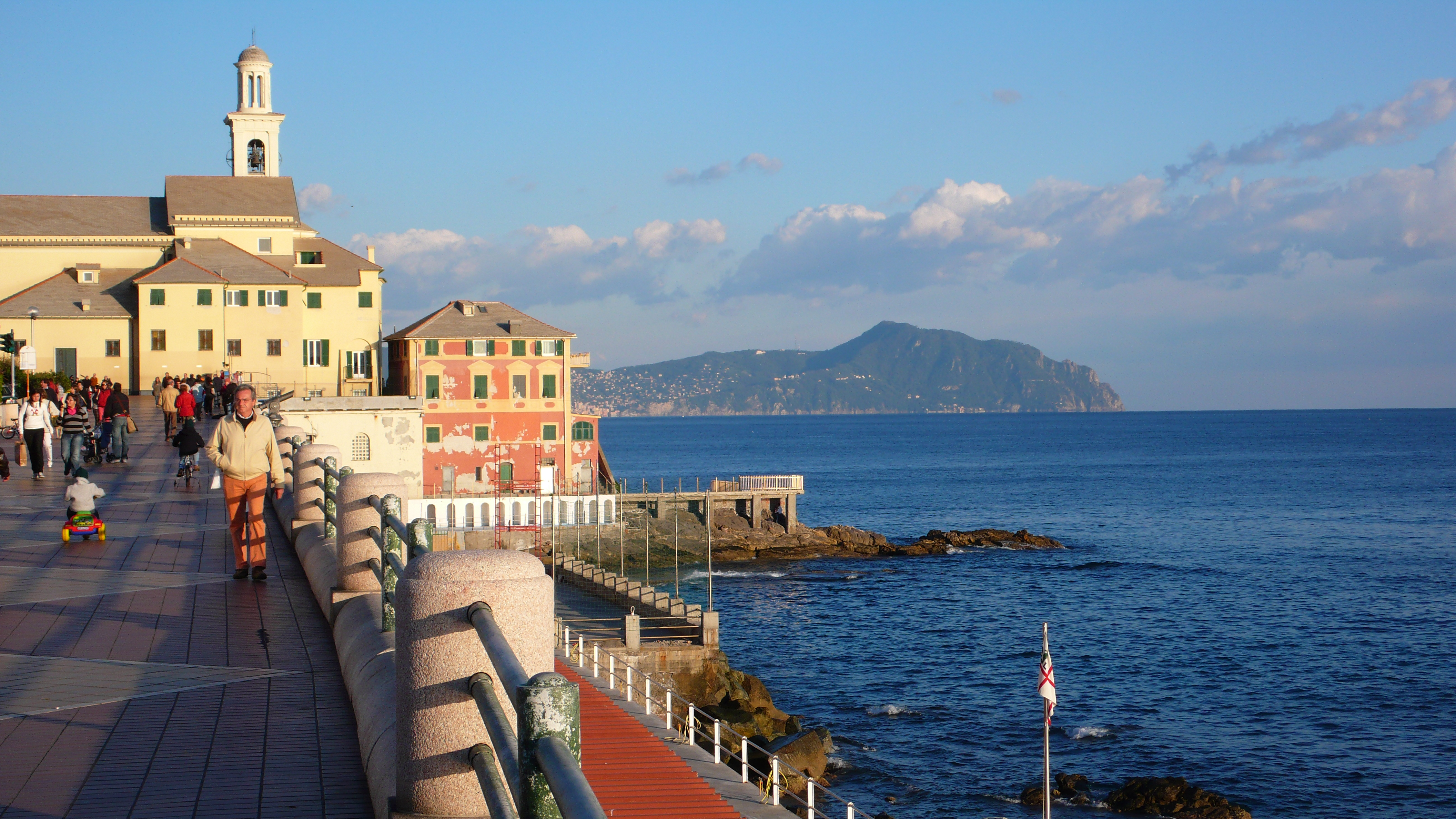
Il marciapiede di corso Italia e la chiesa di Sant'Antonio di Padova, sullo sfondo il monte di Portofino

Corso Italia ha termine in corrispondenza della parrocchiale del borgo di Boccadasse. In origine una semplice cappella, edificata agli inizi del XVIII secolo dagli abitanti del borgo, nel 1787 fu ampliata e trasformata in una vera e propria chiesa, succursale di San Francesco d'Albaro. La chiesa, affidata ai frati minori conventuali, divenne parrocchiale nel 1894.
Unica a Genova intitolata al santo di Padova, fu più volte restaurata ed ampliata fra il 1879 e il 1978. Ha un'unica navata, un pavimento in marmi policromi e conserva al suo interno diverse opere d'arte tra le quali una cassa processionale di scuola del Maragliano con "S. Antonio in estasi".
Alle pareti sono appesi come ex voto diversi modellini di navi.